# Перси, Элджернон, 1-й граф Беверли
Элджернон Перси, 1-й граф Беверли (21 января 1750 — 21 октября 1830) — британский дворянин и политик, член Палаты общин в 1774—1786 годах. Он именовался лордом Элджерноном Перси в 1766—1786 годах и лордом Ловейном в 1786—1790 годах. В 1790 году он получил титул 1-го графа Беверли.

## Предыстория и образование
Родился 21 января 1750 года. Урожденный Алджернон Смитсон, он был вторым сыном Хью Перси, 1-го герцога Нортумберленда (1714—1786, и его жены, леди Элизабет Сеймур (1716—1776, единственной дочери Элджернона Сеймура, 7-го герцога Сомерсета. Он был младшим братом Хью Перси, 2-го герцога Нортумберленда, и сводным братом Джеймса Смитсона. Он получил образование в Итонском колледже.

## Общественная жизнь
В 1774 году Алджернон Перси был избран депутатом парламента от Нортумберленда. Он был избран депутатом парламента как от Нортумберленда, так и от Бер-Олстона в 1780 году и решил продолжать заседать от Нортумберленда. В 1786 году он покинул Палату общин, унаследовав отцовское баронство Ловейн (титул, который был создан для его отца с правом перехода Элджернону как второму сыну). В 1790 году он получил титул 1-го графа Беверли в графстве Йоркшир.

## Семья
8 июня 1775 года лорд Беверли женился на Сьюзан Изабелле Баррелл (19 декабря 1750 — 24 января 1812), второй дочери политика Питера Баррелла и сестре Питера Баррелла, 1-го барона Гвидира. У супругов были следующие дети:
- Леди Шарлотта Перси (3 июня 1776 — 26 ноября 1862), муж с 1795 года Джордж Эшбернхэм, 3-й граф Эшбернхэм (1760—1830)
- Леди Элизабет Перси (1777—1779), похороненная в Нортумберлендском склепе Вестминстерского аббатства[5].
- Джордж Перси, 5-й герцог Нортумберленд (22 июня 1778 — 22 августа 1867), 2-й граф Беверли, преемник отца
- Достопочтенный Элджернон Перси (1779—1833), дипломат
- ребенок (мертворожденный) (1781)
- Леди Сьюзан Перси (род. 1782)
- Достопочтенный Хью Перси (29 января 1784 — 5 февраля 1856), впоследствии епископ Рочестерский и Карлайльский
- Достопочтенный Джослин Перси (29 января 1784 — 19 октября 1856), вице-адмирал, командующий флотом.
- Достопочтенный Генри Перси (14 сентября 1785 — 15 апреля 1825), подполковник
- Леди Эмили Шарлотта Перси (1786 — 22 мая 1877), замужем с 1808 года за Эндрю Мортимером Драммондом (1786—1864). У них был один сын и четыре дочери.
- Достопочтенный Уильям Генри Перси (24 марта 1788 — 5 октября 1855), политический деятель и командующий флотом.
- Достопочтенный Фрэнсис Джон Перси (1790 — 23 августа 1812), армейский офицер.
- Лорд Чарльз Грейтхид Берти Перси (4 марта 1794 — 11 октября 1870) вместе со своей сестрой Эмилией в 1865 году получил титул младшего сына/дочери герцога.
- Леди Луиза Маргарет Перси (1796—1796), похоронена в Нортумберлендском склепе Вестминстерского аббатства[5].

Элджернон Перси, лорд Беверли, скончался в октябре 1830 года в возрасте 80 лет, и ему наследовал его старший сын Джордж Перси, 2-й граф Беверли (1778—1867), который позже унаследовал герцогство Нортумберленд от своего кузена, Элджернона Перси 4-го герцога Нортумберленда, в 1865 году.